# Кармір-Блур
Кармір-Блур (вірм. Կարմիր Բլուր — «Червоний пагорб») — пагорб, розташований у Вірменії, за 30 км на північ від Єревану на лівому березі річки Раздан. На Кармір-Блурі знайдено залишки давніх поселень, зокрема урартське місто-фортецю Тейшебаіні.
Кармір-Блур привернув увагу археологів 1936 року, коли геолог О. П. Демьохін, який вивчав базальти річки Раздан, виявив на вершині пагорбу уламок каменя із клинописним написом. Наступні розвідувальні археологічні роботи відразу ж дозволили виявити велике стародавнє поселення. З 1939 року Кармір-Блур став об'єктом систематичних археологічних розкопок.
На Кармір-Блурі в VII–VI століттях до н. е. знаходилося урартське місто-фортеця Тейшебаіні, а в XIII–VIII століттях до н. е. доурартське поселення епохи енеоліту і ранньої бронзи. Доурартські поселення були спорудами іноді округлої, частіше прямокутної форми. В оселях знаходилися зернові ями і великі антропоморфні кам'яні божества, мабуть символи родючості земель. Доурартське поселення на Кармір-Блурі схоже на енеолітичне поселення, розташоване на лівому березі річки Раздан біля села Шенгавіт і, ймовірно, відносилося до «країни Аза», що згадується в урартських літописах. Доурартське поселення на Кармір-Блурі було спалене і зруйноване, мабуть, під час експансії Урарту в Закавказзі за царя Аргишті I. Після цього поселення протягом близько ста років перебувало у занедбаному стані, доки інший Урартський цар, Руса II не побудував на цьому місці урартське місто-фортецю. У VI столітті до н. е. фортеця була захоплена і спалена ймовірно скіфами. Почервоніла після пожежі цегла, можливо, стала причиною такої назви пагорбу.